# Arnie (videogioco 1992 Amiga)
Arnie è un videogioco a piattaforme e sparatutto pubblicato nel 1992 per Amiga da Zeppelin Games (divenuta in seguito Eutechnyx). Il protagonista è l'eroico soldato Arnie, un diminutivo di Arnold, un riferimento non ufficiale ai tipici personaggi di Arnold Schwarzenegger.
Zeppelin pubblicò lo stesso anno anche un Arnie per Commodore 64, ma si tratta di un gioco sostanzialmente diverso. 
Il seguito Arnie 2 (1993) è invece unico per Amiga, Commodore 64 e DOS.